# محمد أبو زيد (كاتب)
محمد أبو زيد (مواليد 4 مايو 1980) شاعر وروائي مصري، ولد في محافظة سوهاج بصعيد مصر، أصدر أول دواوينه «ثقب في الهواء بطول قامتي» عام 2003، عن الهيئة العامة لقصور الثقافة، ثم أتبعه بعدد من الدواوين مثل «مديح الغابة» عن الهيئة المصرية العامة للكتاب، و«قوم جلوس حولهم ماء»، و«مدهامتان»، و«طاعون يضع ساقاً فوق الأخرى وينظر للسماء»، أصدر رواية بعنوان "أثر النبي" عن دار شرقيات، وكتاباً للأطفال بعنوان «نعناعة مريم» عن كتاب قطر الندى، وكتاباً عن فن الكتابة بعنوان «الأرنب خارج القبعة» عن مؤسسة هنداوي للتعليم والثقافة، شارك في عدد من المؤتمرات الشعرية في مصر والعالم.

## المؤلفات
1. ثقب في الهواء بطول قامتي، شعر، سلسلة إبداعات، الهيئة العامة لقصور الثقافة، 2003
2. نعناعة مريم، شعر للأطفال، كتاب قطر الندى، الهيئة العامة لقصور الثقافة، 2005
3. قوم جلوس حولهم ماء، شعر، دار شرقيات، 2006
4. مديح الغابة، شعر، الهيئة المصرية العامة للكتاب، 2007
5. طاعون يضع ساقا فوق الأخرى وينظر للسماء، شعر، دار شرقيات، 2008
6. أثر النبي، رواية، دار شرقيات، 2010
7. مدهامتان، شعر، دار شرقيات، 2011، الطبعة الثانية، دار رواشن بالإمارات، 2021
8. مقدمة في الغياب، شعر، دار شرقيات، 2013
9. قصيدة الخراب، مختارات شعرية، دار المنار بفرنسا، 2014
10. سوداء وجميلة، شعر، دار شرقيات، 2015، الطبعة الثانية، دار رواشن بالإمارات، 2021
11. الأرنب خارج القبعة، مقالات[4]، مؤسسة هنداوي، 2016
12. عنكبوت في القلب[5]، رواية، الهيئة المصرية العامة للكتاب، 2019
13. جحيم[6]، شعر، دار روافد، 2019، الطبعة الثانية 2021
14. قاموس الحقيبة، كتاب للأطفال، دار نهضة مصر، 2023
15. ملحمة رأس الكلب[7][8] رواية، دار الشروق، 2023

## الجوائز
1. جائزة سعاد الصباح في الشعر عن ديوان ”يبدو أنني قد مت فعلا” 2005
2. جائزة يحي حقي بالمجلس الأعلى للثقافة، عن رواية ”ممر طويل يصلح لثلاث جنازات متجاورة”، 2003
3. ترشحت روايته "عنكبوت في القلب" لجائزة الشيخ زايد للكتاب ـ فرع المؤلف الشاب[9]، 2019
4. جائزة الدولة التشجيعية عن ديوانه «جحيم» شعر نثر.. 2021.[10][11]
5. جائزة ساويرس في الرواية، فرع كبار الأدباء عن رواية «عنكبوت في القلب» ـ 2021[12]

## تأسيس موقع الكتابة
أسس محمد أبو زيد «موقع الكتابة الثقافي» في مطلع العام 2007 كأول موقع ثقافي مصري ينشر القصة والشعر والنقد ويهتم بالسينما والفنون التشكيلية، كي يكون نافذة ثقافية تطل من خلالها الأجيال الجديدة والتي تجد صعوبة في النشر، واستطاع الموقع عبر 12 عاماً أن يثبت أنه صوت لكل الأجيال الأدبية.

## قالوا عنه
قال الشاعر العراقي باسم المرعبي عن ديوانه "مقدمة في الغياب": هذه "هي كتابة تتجه إلى المستقبل لما تقدَّم من أسباب ولأنها، أيضاً، مخلصة لعالمها ولهواجس الإنسان وشواغله بوصفه مرجعية أولى"، وقال الشاعر بهاء جاهين عن ديوانه مدهامتان "هو شاعر يمكن وصفه أحيانا بأنه سيريالي. ولكن لأنه شاعر كبير فهو يستعصي علي التعليب، إلا أنه من المؤكد أنه حداثي، بأوسع معاني الكلمة، فهو ليس مدرسيا في شعره، أيا كانت المدرسة، بل يخرج عن التقاليد والأعراف والمطروق في الفن طوال الوقت، فإذا كتب قصيدة خوارجية بالمعني الفني، لا يلبث أن يخرج عليها في القصيدة التالية"، وقال الناقد يسري عبد الله عن ديوانه "طاعون يضع ساقاً فوق الأخرى وينظر للسماء "لا يكسر الشاعر محمد أبو زيد في ديوانه أفق التوقع لدى المتلقي عبر نزع القداسة المدعاة عن اللغة فحسب، بل يتماسّ مع عوالم وسياقات ثقافية راهنة (الإنترنت)، متماساً أيضاً مع الفنون البصرية المختلفة، وتحديداً السينما، واعياً آليات بناء قصيدته، هازئاً بالعالم من حوله، غير أنها السخرية المسكونة بمرارة القول وشعريته في آن واحد".

## وصلات خارجية
- موقع محمد أبوزيد الشخصي
- مدونة محمد أبو زيد الأدبية
- مدونة مزيكا حزايني شويه
- مقالات محمد أبو زيد في المصري اليوم
- مقالات محمد أبو زيد في موقع 24